# 青地伯水
青地 伯水（あおじ はくすい、英語: Hakusui Aoji、1963年 - ）は、日本のドイツ文学者。京都府立大学文学部長・教授。日本独文学会京都支部の渉外・広報委員。

## 人物
京都府京都市生まれ。大阪市立大学文学部卒業。京都大学大学院文学研究科博士課程研究指導認定。2005年に「もうひとつの世界：アイヒとヒルデスハイマー」で文学博士。都太夫一中発祥の地として知られる京都・明福寺の第十六代住職である青地敬水の長男。父・敬水は瑞宝双光章の受章者。「フランス文学は恋バナ、ドイツ文学は思索的」と評している。

## 著書

### 単著
- 『もうひとつの世界：アイヒとヒルデスハイマー』松籟社、2005年4月1日。ISBN 9784879842305。
- 『京都文化のドイツ文化受容：江戸期から平成期までに関する総合的研究』京都府立大学〈京都府立大学地域貢献型特別研究(ACTR)研究成果報告書〉、2009年3月。
- 『京都のドイツ文化受容：江戸期から平成期までの学際的研究』京都府立大学〈京都府立大学地域貢献型特別研究(ACTR)研究成果報告書〉、2010年3月。
- 『京都をめぐる、ドイツを愛した日本の作家たち』京都府立大学〈京都府立大学地域貢献型特別研究(ACTR)研究成果報告書〉、2013年3月。

### 共著
- 横道誠、友田和秀、恒木健太郎「「保守革命」をめぐって：ナチとの断絶・ナチへの回収」『日本独文学会研究叢書』第56号、日本独文学会、2008年10月、ISBN 9784901909563。
- 友田和秀、國重裕、恒木健太郎『ドイツ保守革命：ホフマンスタール/トーマス・マン/ハイデッガー/ゾンバルトの場合』松籟社、2010年2月28日。ISBN 9784879842770。
- 児玉麻美、松浦翔子、ヨハンナ・シュピーラー＝カイル『プラクシス：初級ドイツ語会話クラス』白水社、2018年3月1日。ISBN 9784560064221。

### 編著
- 高橋麻帆、渡邊伸、吉岡真佐樹、吉岡いずみ、深見茂『京都の中のドイツ』春風社、2011年3月7日。ISBN 9784861102660。
- 千田まや、寺井紘子、永畑紗織、児玉麻美『エーリヒ・ケストナー：こわれた時代のゆがんだ鏡』松籟社、2012年2月。ISBN 9784879843012。
- 友田和秀、川島隆、永畑紗織、松村朋彦、勝山紘子、吉田孝夫、恒木健太郎、児玉麻美『啓蒙と反動』春風社、2013年4月。ISBN 9784861103629。
- 川島隆、勝山紘子、千田まや、児玉麻美、阪口勝弘、松村朋彦、須藤秀平、永畑紗織『映画でめぐるドイツ：ゲーテから21世紀まで』松籟社、2015年7月1日。ISBN 9784879843364。
- 磯崎康太郎、須藤秀平、松村朋彦、友田和秀、西尾宇広、永畑紗織、勝山紘子、児玉麻美、吉田孝夫、川島隆『文学と政治：近現代ドイツの想像力』松籟社、2017年3月15日。ISBN 9784879843548。

### 翻訳
- ヴォルフガング・ヒルデスハイマー『マルボー：ある伝記』松籟社、2014年3月。ISBN 9784879843111。

### 論文
- 「ホーフマンスタールの『厄介な男』における「なおざりにされた生」と「達成された社会性」」『研究報告』第5巻、京都大学文学部独文研究室、1991年、1-38頁、NAID 120002693958。
- 「W.ヒルデスハイマーの『リープローゼ・レゲンデン』におけるグロテスクなものについての一考察」『研究報告』第6巻、京都大学文学部独文研究室、1993年、103-123頁、NAID 120002693959。
- 「W.ヒルデスハイマーのイギリスの一地方貴族の架空の伝記『マルボー』について」『京都府立大學學術報告 人文』第46巻、京都府立大学、1994年、41-56頁、ISSN 00757381、NAID 110000057414。
- 「W.ヒルデスハイマーの自伝『コーンウォールの時代』について：内省作品群と伝記作品群の間で」『京都府立大學學術報告 人文』第47巻、京都府立大学、1995年、83-96頁、ISSN 00757381、NAID 110000057425。
- 「W.ヒルデスハイマーのコーンウォールの「狐狩り」について」『京都府立大學學術報告 人文』第48巻、京都府立大学、1996年、19-29頁、ISSN 00757381、NAID 110000057436。
- 「W.ヒルデスハイマーの内省的独白『テュンセット』」『京都府立大学学術報告 人文・社会』第49巻、京都府立大学、1997年、1-18頁、ISSN 13433946、NAID 110000033062。
- 「追われているのは誰か：『マザンテ』の捕吏たち」『京都府立大学学術報告 人文・社会』第51巻、京都府立大学、1999年、51-64頁、ISSN 13433946、NAID 110000033071。
- 「砂漠のハムレット,浜辺のハムレット：60年代初頭におけるヒルデスハイマーと一人称の語り手との同一化過程」『京都府立大学学術報告 人文・社会』第52巻、京都府立大学、2000年、85-100頁、ISSN 13433946、NAID 110000033086。
- 「沈黙する世界：W.ヒルデスハイマー作品に通底する不条理感覚」『京都府立大学学術報告 人文・社会』第53巻、京都府立大学、2001年、17-31頁、ISSN 13433946、NAID 110000033090。
- 「世界の秘密とアラーの百番目の名前：失われた全知の言葉を求めるアイヒ」『京都府立大学学術報告 人文・社会』第54巻、京都府立大学、2002年、25-39頁、ISSN 13433946、NAID 110000033096。
- 「アイヒの「神学」における魔術的全一世界：ネオプラトニズムの影響下にある『ザベト』の考察」『Neue Beiträge zur Germanistik』第110巻、日本独文学会、2003年、245-256頁、doi:10.11282/nbg.110.0_245、ISSN 03872831、NAID 110002972350。
- 「自然との合意：敗戦を越えてのアイヒの「継続性」」『京都府立大学学術報告 人文・社会』第55巻、京都府立大学、2003年、121-146頁、ISSN 13433946、NAID 110002555532。
- 「もうひとつの世界：アイヒとヒルデスハイマー（博士論文）」、京都大学、2005年、NAID 500000337835。
- 「ホフマンスタールと保守革命の時代」『京都府立大学学術報告 人文・社会』第57巻、京都府立大学、2005年、65-81頁、ISSN 13433946、NAID 110006198240。
- 「神託の解体：マッハ、フロイトとホフマンスタールの『エレクトラ』」『京都府立大学学術報告 人文・社会』第58巻、京都府立大学、2006年、1-10頁、ISSN 13433946、NAID 110006390023。
- 「エレクトラの狂乱とディオニソスの苦悩」『Germanistik Kyoto』第8号、日本独文学会京都支部、2007年、1-14頁、ISSN 18829503、NAID 40016831173。
- 「オーストリア帝国幻想と生の哲学：ホフマンスタールの第一次世界大戦」『京都府立大学学術報告 人文・社会』第60巻、京都府立大学、2008年、1-11頁、ISSN 13433946、NAID 110007487983。
- 「保守革命論者批判としての「保守革命」（特集 ホーフマンスタールとウィーン）」『Azur』第1号、京都府立大学ドイツ文学会、2009年、1-13頁、ISSN 1883440X、NAID 40017024180。
- 「多様な保守革命像：『ドイツ保守革命-ホフマンスタール/トーマス・マン/ハイデッガー/ゾンバルトの場合』の序文にかえて」『京都府立大学学術報告 人文』第61巻、京都府立大学、2009年、161-165頁、ISSN 18841732、NAID 110008138631。
- 「グリルパルツァーの保守革命とナポレオン：オットカーとルドルフ一世をめぐって」『彦根論叢』第386号、滋賀大学経済学会、2010年、66-79頁、ISSN 03875989、NAID 120002739776。
- 「啓蒙と反動の起源（特集 啓蒙と反動の系譜）」『Azur』第2号、京都府立大学ドイツ文学会、2010年、1-8頁、ISSN 1883440X、NAID 40017024185。
- 「胎動する保守革命--リルケとフォルテ・クライス(1910-1915)の群像（特集 啓蒙と反動の系譜）」『Azur』第2号、京都府立大学ドイツ文学会、2010年、39-52頁、ISSN 1883440X、NAID 40017024188。
- 「グリルパルツァーの保守革命とナポレオン--オットカーとルドルフ一世をめぐって（特集 グリルパルツァー・シンポジウム）」『Azur』第3号、京都府立大学ドイツ文学会、2011年、39-52頁、ISSN 1883440X、NAID 40018711771。
- 「占星術と『ハプスブルクの兄弟争い』におけるグリルパルツァーの保守革命（特集 グリルパルツァーとチェコ）」『Azur』第4号、京都府立大学ドイツ文学会、2012年、35-49頁、ISSN 1883440X、NAID 40019228664。
- 「ヒルデスハイマーと『マルボー』」『ナマール』第17号、日本・ユダヤ文化研究会、2012年、68-74頁、ISSN 21885621、NAID 40019616723。
- 「1970年5月14日の跳躍：ウルリーケ・マインホフの肖像」『Azur』第5号、京都府立大学ドイツ文学会、2013年、27-41頁、ISSN 1883440X、NAID 40019587338。
- 「言葉から行為へ：映画『バーダー・マインホフ 理想の果てに』」『Azur』第6号、京都府立大学ドイツ文学会、2014年、27-39頁、ISSN 1883440X、NAID 40019990381。
- 嶋崎絢、永畑紗織、児玉麻美「短期留学が日本人ドイツ語学習者の聴解力に与える影響」『京都府立大学学術報告 人文』第67号、京都府立大学、2015年、1-16頁、ISSN 18841732、NAID 120005709464。
- 嶋崎絢、細越響子、永畑紗織、児玉麻美「短期留学が日本人ドイツ語学習者に与える影響：作文力の変化に焦点を当てて」『京都府立大学学術報告 人文』第69号、京都府立大学、2017年、23-42頁、ISSN 18841732、NAID 120006424148。

### コラム
- 『「すっぽんと政治家」』京都新聞社、2020年12月28日[9]
- 『琉球遺骨問題から』京都新聞社、2021年3月9日[10]
- 『ジローとピカソ』京都新聞社、2021年4月21日[11]
- 『オリンピアとレニ』京都新聞社、2021年6月4日[12]
- 『女生徒たちの命』京都新聞社、2021年8月6日[13]
- 『表現の自由とキルヒナー』京都新聞社、2021年9月17日[14]